# Diòcesi de Hieràpolis

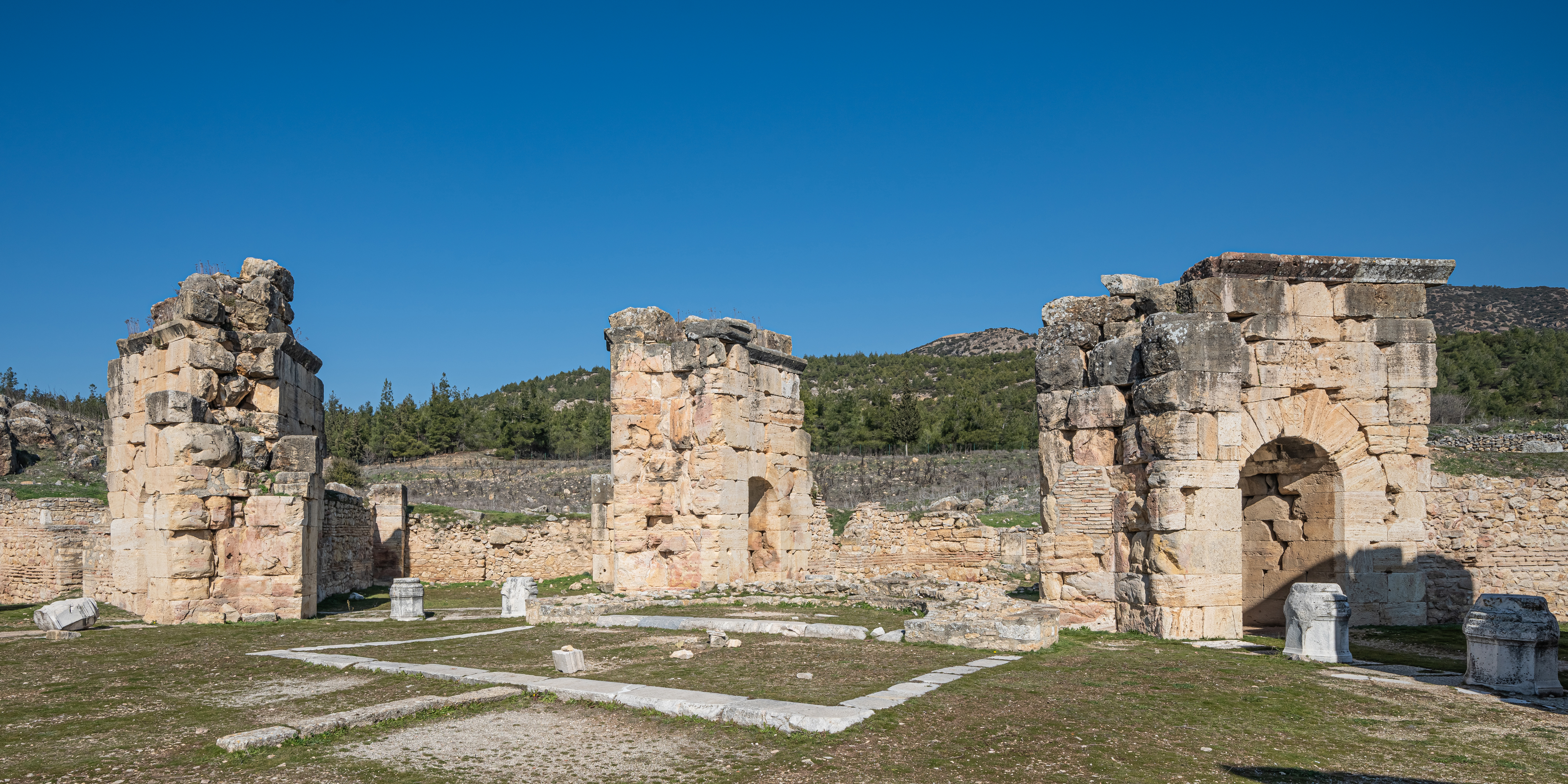
Martyrium de Hieràpolis.

La diòcesi de Hieràpolis de Frígia va ser un bisbat cristià a Hieràpolis de Frígia, un indret dins l'actual Turquia.
A través de la influència de l'apòstol cristià Pau de Tars, s'hi fundà una església mentre ell estava a Efes. L'apòstol cristià Felip va viure-hi els últims anys de la seva vida.
La ciutat Martyrium es va construir sobre l'indret on Felip fou crucificat l'any 80 dC. Les seves filles també es diu que van actuar com a profetesses de la regió.
Durant el segle iv, el cristianisme hi havia esdevingut la religió dominant mentre els altres creences desaparegueren. Al principi vista com la Regió de Frígia, l'emperador romà d'Orient Justinià I va ascendir el bisbe de Hieràpolis a la posició de metropolità durant el 531. Els banys Romans van ser transformats en una basílica cristiana. Durant el període romà d'Orient, la ciutat prosperà i es convertí en un centre important del Cristianisme. Tiberiòpolis era una ciutat subsidiària.

## Galeria

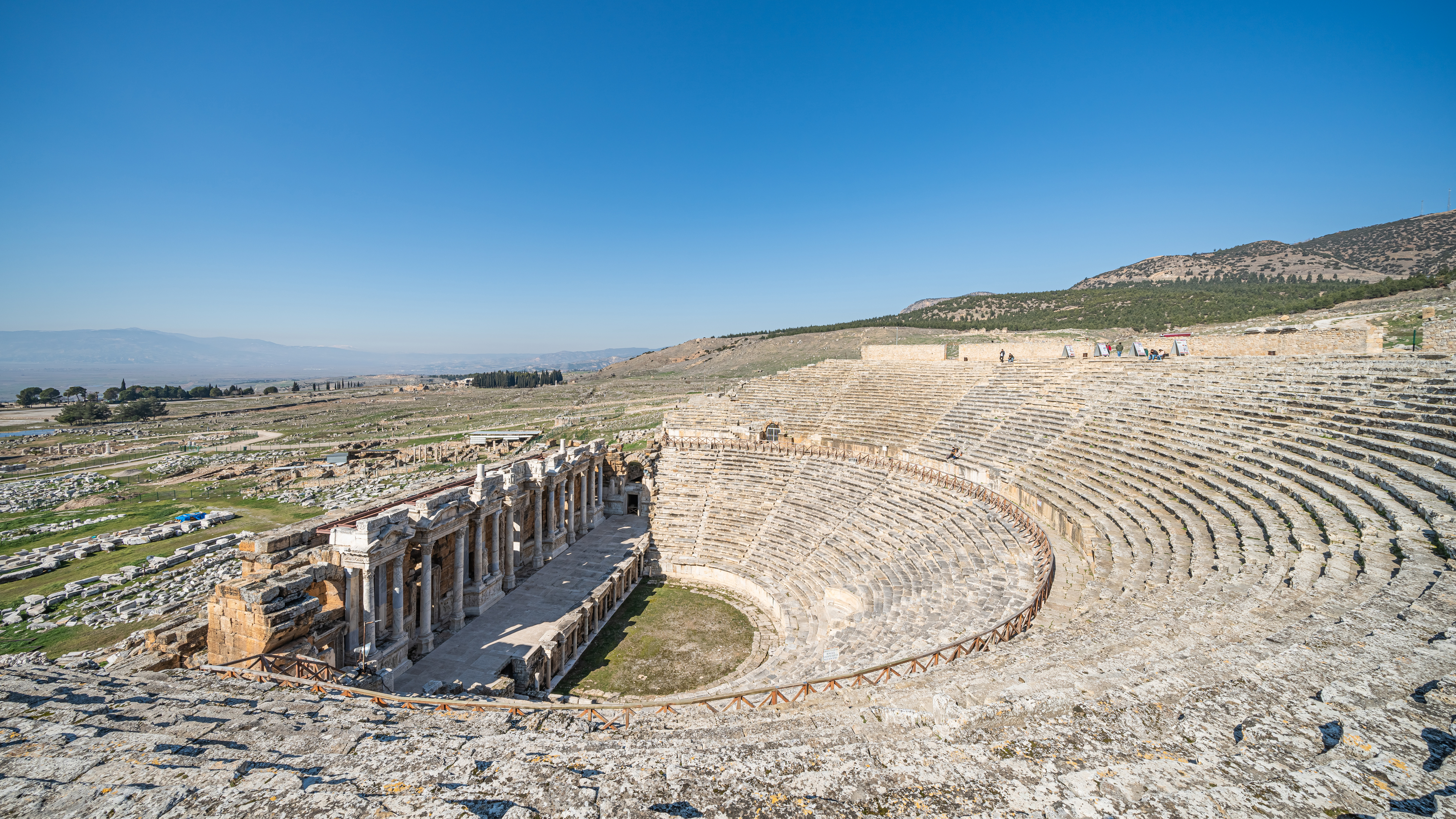
Teatre
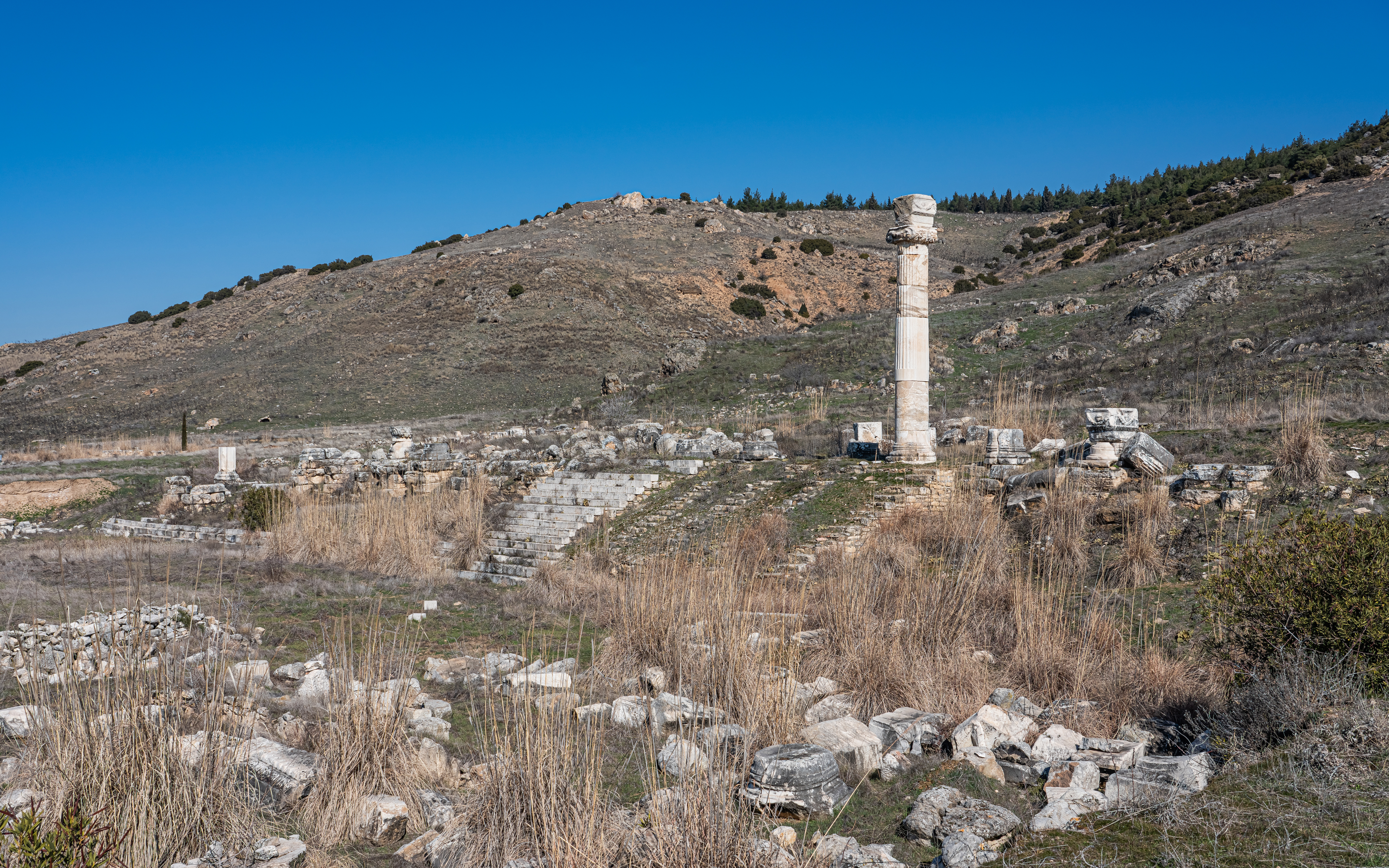
Paisatge
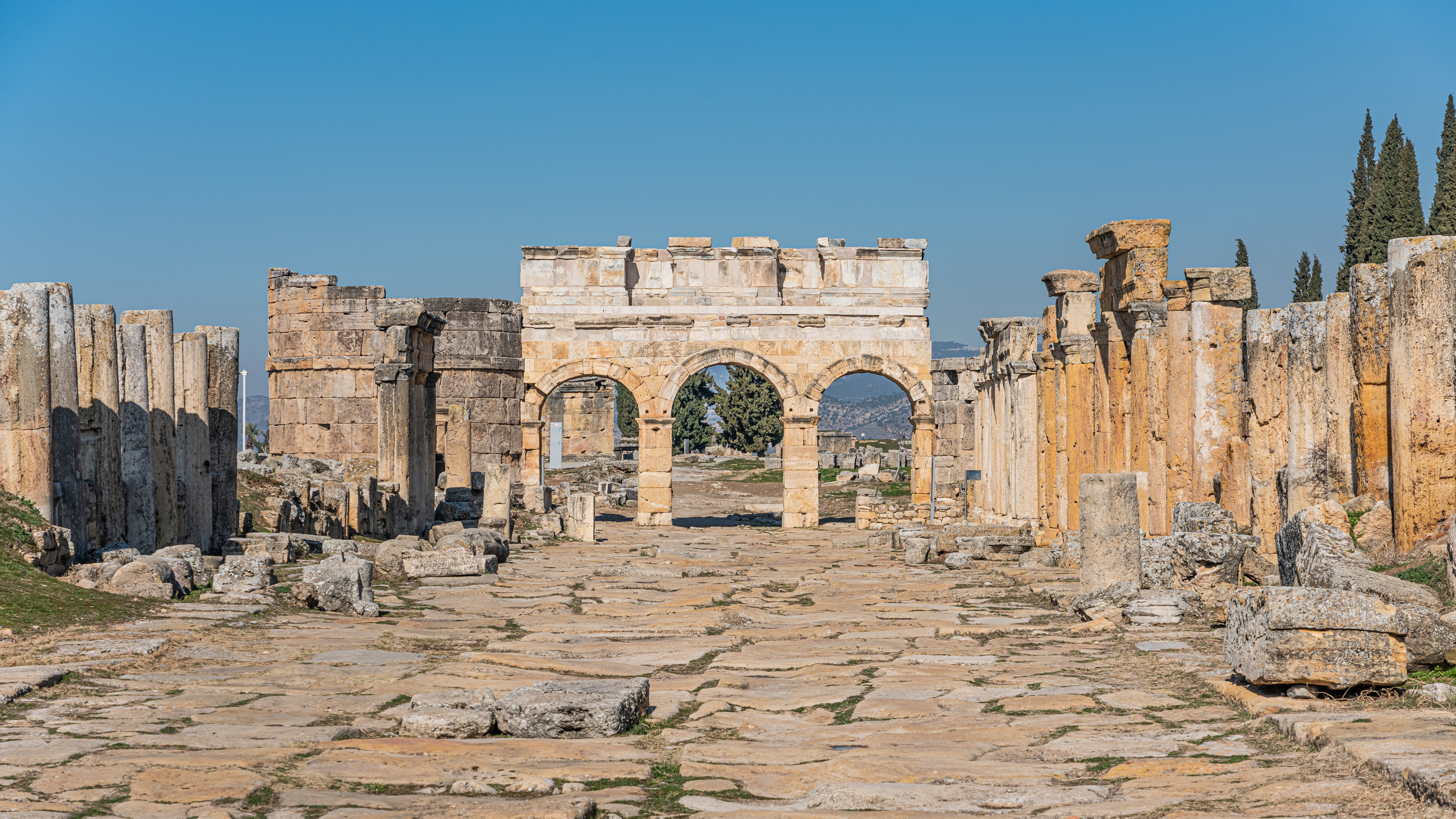
Columnata

## Bisbes
- Pàpies de Hieràpolis[6]
- Claudius Apollinaris
- Aberci de Hieràpolis (fl177)
- Alexander de Hierapolis (Phrygia) fl 253
- Apol·linar de Hieràpolis
- Alexander de Hierapolis (Síria) fl 431
- Antoni d'Alexandria, O.F.M. † (31 juliol 1346 - 25 maig 1349, Arquebisbe de Durrës (Durazzo))[7]
- Johann Ludwig von Windsheim, O.S.A. † (3 agost 1468 - 19 Nov 1480)
- Goswin Haex von Loenhout, O. Carm. † (15 maig 1469 - 31 Mar 1475)
- Guillaume Thurin, O.P. † (31 agost 1478 -)
- Johann Schlecht, O.S.A. † (10 setembre 1481 - 31 juliol 1500)
- Vincenzo Scevola, O.P. † (21 maig 1528 -)
- Andrés de Oviedo, S.J. † (23 gener 1555 - 22 desembre 1562 Tingut èxit, Patriarca d'Etiòpia)
- João da Rocha, S.J. † (6 març 1623 -)
- Meletiy Smotrytskyi † (5 juny 1631 - 6 Jan 1634 Mort)
- Antonio Tasca † (26 desembre 1726 ordenat bisbe - 22 desembre 1736)
- Carlo Maria Lomellino † (18 abril 1742 -)
- Daniel Murray † (30 juny 1809 - 11 maig 1823 Tingut èxit, Arquebisbe de Dublín)
- Ramón Montero † (13 març 1826 - 15 març 1830 Confirmat, Bisbe de Coria)
- Paul François Marie Goethals, S.J. † (5 febrer 1878t - 25 novembre 1886, Arquebisbe de Calcutta)
- Concetto Focaccetti † (23 maig 1887 - 26 setembre 1889)
- Carolus Aslanian † (23 setembre 1890 - juny 1897)
- Julien-François-Pierre Carmené † (24 març 1898 - 23 agost 1908)
- Louis-François Sueur † (1 desembre 1908 - 7 octubre 1914)
- Celso Benigno Luigi Costantini (22 juliol 1921 - 9 setembre 1922, Titular Arquebisbe de Theodosiopolis en Arcadia)
- Louis Couppé, M.S.C. † (18 desembre 1925 - 20 juliol 1926)
- Alban Goodier, S.J. † (1 octubre 1926- 13 març 1939)
- Lorenzo Maria Balconi, P.Jo.M.E. † (3 agost 1939 - 10 abril 1969)